# 3. HVL 2007.
Treća hrvatska vaterpolska liga predstavlja četvrti rang hrvatskog vaterpolskog prvenstva u sezoni 2007. te je bila podijeljena u nekoliko skupina.

## Ljestvice

### Liga Split
| mj | klub                    | ut | pob | ner | por | gol+ | gol- | bod |
| -- | ----------------------- | -- | --- | --- | --- | ---- | ---- | --- |
| 1. | Rogotin                 | 10 | 7   | 1   | 2   | 113  | 94   | 15  |
| 2. | Podgora                 | 10 | 7   | 1   | 2   | 103  | 78   | 15  |
| 3. | Omiš                    | 10 | 4   | 3   | 3   | 87   | 89   | 11  |
| 4. | Kaštela (Kaštel Lukšić) | 10 | 3   | 2   | 5   | 99   | 94   | 8   |
| 5. | Pučišća                 | 10 | 3   | 2   | 5   | 82   | 98   | 8   |
| 6. | Korenat Dugi Rat        | 10 | 1   | 1   | 8   | 83   | 114  | 3   |

 Izvori: 

 VK Pučišća

### Liga Šibenik
| mj | klub                      | ut                     | pob                    | ner                    | por                    | gol+                   | gol-                   | gr                     | bod                    |
| -- | ------------------------- | ---------------------- | ---------------------- | ---------------------- | ---------------------- | ---------------------- | ---------------------- | ---------------------- | ---------------------- |
| 1. | Gusar Sveti Filip i Jakov | 8                      | 7                      | 1                      | 0                      |                        |                        | +18                    | 15                     |
| 2. | Brodarica                 | 8                      | 5                      | 0                      | 3                      |                        |                        | +3                     | 10                     |
| 3. | Primošten                 | 8                      | 4                      | 0                      | 4                      |                        |                        | -15                    | 8                      |
| 4. | Adriatic Šibenik          | 8                      | 3                      | 1                      | 4                      |                        |                        | -10                    | 7                      |
| 5. | Tisno                     | 8                      | 0                      | 0                      | 8                      |                        |                        | -12                    | 0                      |
| 6. | Pag                       | odustali od natjecanja | odustali od natjecanja | odustali od natjecanja | odustali od natjecanja | odustali od natjecanja | odustali od natjecanja | odustali od natjecanja | odustali od natjecanja |

 Izvori: 

 VK Primošten

## Poveani članci
- 1. HVL 2006./07.
- 2. HVL 2007.